# Tabanus obscurilineatus
Tabanus obscurilineatus är en tvåvingeart som beskrevs av Taylor 1919. Tabanus obscurilineatus ingår i släktet Tabanus och familjen bromsar. Inga underarter finns listade i Catalogue of Life.